# Румийский календарь
Румийский календарь (осман. تقويم رومى‎) — календарь, официально использовавшийся в Османской империи (с Танзимата, то есть с 1839 года) и её преемнице — Турецкой республике до перехода в 1926 году на григорианский календарь.

## История
Османская империя, будучи исламским государством, использовала исламский календарь. Из-за того, что длина лунного месяца не является целым делителем длины тропического года, лунный календарь быстро «дрейфует» по временам года.
В 1677 году Хасан-паша — главный казначей султана Мехмеда IV — предложил исправление финансовых документов путём выбрасывания одного года, «набегающего» из-за разницы между лунным и солнечным календарями, каждые 33 года.
В 1740 году, во время правления Махмуда I, по предложению казначея Атыф-эфенди в качестве первого месяца фискального года был установлен март вместо мухаррама. Это летоисчисление применялось для налоговых платежей и при ведении дел с государственными структурами.
В 1794 году, во время правления Абдул-Хамида I, по предложению казначея Османа-эфенди область действия фискального календаря была распространена на государственные расходы и платежи, чтобы избежать дополнительных трат, возникающих из-за разницы между лунным исламским и солнечным юлианским календарями.
Юлианский календарь, использовавшийся с 1677 года лишь в фискальных целях, с 13 марта 1840 года (1256 года хиджры), вскоре после восшествия на престол Абдул-Меджида I, в рамках танзимата стал официальным календарём для всех гражданских целей, и получил название «Румийский календарь» (то есть «Римский календарь» или «Календарь ромеев»). Летоисчисление начиналось с 622 года, времени исхода Мухаммеда из Мекки в Медину, как и в исламском календаре, а названия месяцев и дней были заимствованы из юлианского календаря; год начинался с марта. Так как в 1256 году хиджры разница между григорианским (использующимся проживающими в Османской империи христианами) и исламским календарём составляла 584 года, то из-за перехода с лунного на солнечный календарь разница между румийским и григорианским календарями стала постоянной и составляет 584 года.
Чтобы облегчить переход с одного календаря на другой, в феврале 1917 года была устранена 13-дневная разница между днями румийского календаря и григорианского календаря, и день 1 марта 1917 года григорианского календаря из 16 февраля 1332 года румийского календаря превратился в 1 марта 1333 года румийского календаря. 1333 год румийского календаря состоял лишь из 10 месяцев, и длился с 1 марта по 31 декабря; 1 января стал первым днём нового 1334 года. 26 декабря 1341 румийского года (1925 года по европейскому летоисчислению) в рамках реформ Ататюрка румийский календарь был заменён григорианским. 10 января 1945 года названия четырёх месяцев, которые были на смеси семитского и османского (Тешрин-и Эвель, Тешрин-и Сани) и на османском языке (Канун-и Эвель, Канун-и Сани) были заменены на чисто турецкие (Эким, Касым, Аралык, Оджак). День 1 марта оставался началом финансового года до 1981 года.
| Месяцы румийского календаря |                   |                |                |            |
| Месяц                       | В фискальном году | Турецкий язык  | Османский язык | Число дней |
| 1                           | 11-й месяц        | Kânûn-ı Sânî   | كانون ثاني     | 31         |
| 2                           | 12-й месяц        | Şubat          | شباط           | 28         |
| 3                           | 1-й месяц         | Mart           | مارت           | 31         |
| 4                           | 2-й месяц         | Nisan          | نيسان          | 30         |
| 5                           | 3-й месяц         | Mayıs          | مايس           | 31         |
| 6                           | 4-й месяц         | Haziran        | حزيران         | 30         |
| 7                           | 5-й месяц         | Temmuz         | تموز           | 31         |
| 8                           | 6-й месяц         | Ağustos        | اغستوس         | 31         |
| 9                           | 7-й месяц         | Eylül          | ايلول          | 30         |
| 10                          | 8-й месяц         | Teşrin-i Evvel | تشرين اول      | 31         |
| 11                          | 9-й месяц         | Teşrin-i Sânî  | تشرين ثاني     | 30         |
| 12                          | 10-й месяц        | Kânûn-ı Evvel  | كانون اول      | 31         |

## Двойная датировка
Для религиозных целей в Османской империи параллельно с румийским календарём использовался и исламский календарь. Чтобы избежать путаницы с датами, в большинстве документов использовались оба календаря одновременно.